# ویلیام بیکول
ویلیام بِیکوِل (انگلیسی: William Bakewell؛ ۲ مهٔ ۱۹۰۸ – ۱۵ آوریل ۱۹۹۳) هنرپیشه اهل کشور ایالات متحده آمریکا بود.نام دیگر وی بیلی بیکول است.

## قسمتی از فیلمشناسی
- زنوبیا
- در جبهه غرب خبری نیست
- رقص، احمق‌ها، رقص
- آکادمی نظامی وست‌پوینت
- نمایش نمایش‌ها
- نقاب آهنین (۱۹۲۹)
- قوی‌ترین مرد جهان